# 伊本·蘇爾
伊本·蘇爾（阿拉伯语：ابن زهر，约1094年—1162年），又译伊本·祖赫尔，全名阿布·马尔旺·阿卜杜马利克·本·扎赫尔·本·阿卜杜马利克·本·穆罕默德·本·马尔旺（阿拉伯语：أَبُو مَرْوَانْ عَبْدُ اَلْمَلِكْ بْنْ زَهْرِ بْنْ عَبْدِ اَلْمَلِكْ بْنْ مُحَمَّدْ بْنْ مَرْوَانْ），欧洲人称之为阿文佐亚（拉丁語：Avenzoar），生于塞维利亚（今西班牙）,是中世纪伊斯兰最先进的思想家及哈里发国最伟大的临床医学家之一,伊斯兰黄金时代杰出穆斯林学者,已知最早的實驗外科醫生。在其《治疗及饮食使用手册中》，描述了重症心包炎及纵隔脓肿，概述了气管切开术、白内障摘除术及肾结石取出术的手术程序，讨论了缩瞳及散瞳的问题，建议用麻醉性植物曼德拉草治疗眼病。他是穆斯林名医伊本·魯世德的老师，对基督教欧洲的医学实践产生了极大的影响。